# Ветсвиль-ам-Альбис
Ветсвиль-ам-Альбис (нем. Wettswil am Albis) — коммуна в Швейцарии, в кантоне Цюрих.
Входит в состав округа Аффольтерн. Население составляет 4234 человека (на 31 декабря 2007 года). Официальный код — 0014.